# 捷尔任斯克区 (卡卢加州)

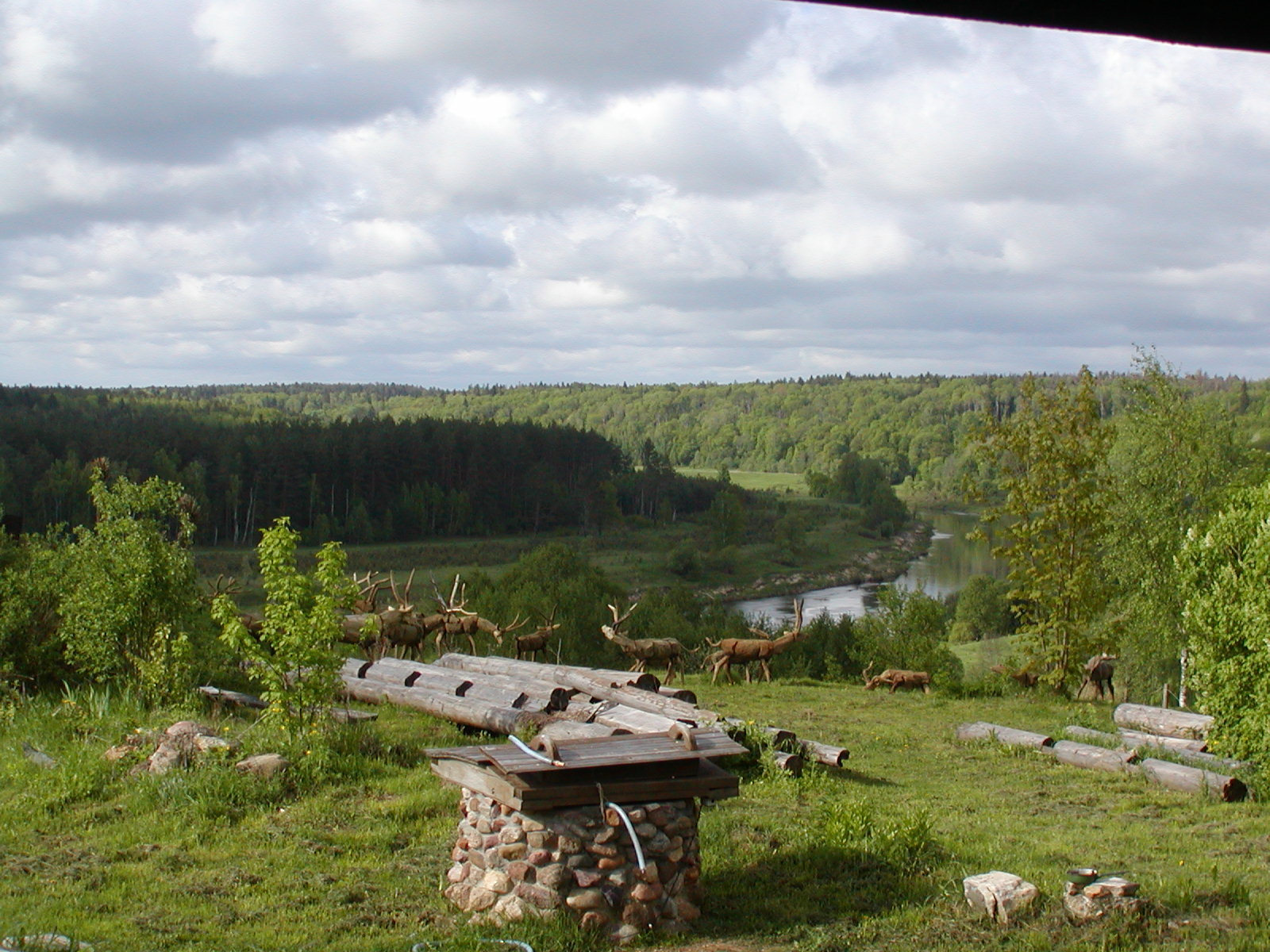

54°48′N 35°56′E / 54.800°N 35.933°E
捷爾任斯克區（俄语：Дзержинский район），是俄羅斯的一個區，位於該國西部，由卡盧加州負責管轄，面積1,290平方公里，2010年該區人口60,377，人口密度每平方公里46.8人。